# Sullyoon
Seol Yoon-ah  (en hangul, 설윤아; en hanja, 薛侖娥; romanización revisada, Seol Yun-a; McCune-Reischauer, Sŏl Yun-a; Daejeon, 26 de enero de 2004) conocida como Sullyoon, es una cantante surcoreana. Es integrante del grupo femenino surcoreano Nmixx, donde se desempeña como vocalista principal.

## Biografía y carrera

### 2004-2021: Primeros años e inicios en su carrera musical
Desde temprana edad, Sullyoon mostró interés por las artes escénicas, tomando clases de ballet y danza moderna. Durante su etapa escolar, fue presidenta de su clase en la escuela primaria y secundaria. Cursó estudios en la Hanlim Multi Art School, y se graduó el 10 de febrero de 2023.
Antes de unirse a JYP Entertainment, Sullyoon fue aprendiz en SM Entertainment y pasó audiciones en varias agencias importantes como, YG, Fantagio y The Black Label. Finalmente, eligió JYP debido a su admiración por el grupo Twice, especialmente por la integrante Sana.

### 2021-presente: Debut con Nmixx y actividades en solitario
El 9 de julio de 2021, JYP Entertainment lanzó varios adelantos sobre un futuro grupo de chicas. El 3 de septiembre, Sullyoon fue confirmada como parte del grupo a través de un cover de la canción «Full Moon» de Sunmi. Finalmente debutó en Nmixx el 22 de febrero de 2022 con el lanzamiento del álbum sencillo Ad Mare y su canción principal «O.O».
En abril de 2023, se convirtió en presentadora fija del programa musical Show! Music Core junto a Jungwoo de NCT y Lee Know de Stray Kids. Desempeñó este rol hasta febrero de 2025.

## Discografía

### Canciones
| Título                                                                            | Año            | Mejor posición | Álbum               |
| Título                                                                            | Año            | COR            | Álbum               |
| Bandas sonoras                                                                    | Bandas sonoras | Bandas sonoras | Bandas sonoras      |
| --------------------------------------------------------------------------------- | -------------- | -------------- | ------------------- |
| «The Moment» (con Lily)                                                           | 2023           | —              | Love to Hate me OST |
| «–» indica que el lanzamiento no fue lanzado o no se posicionó en ese territorio. |                |                |                     |

Notas1. 

## Filmografía

### Programas de televisión
| Título           | Año     | Cadena | Nota(s)      |
| ---------------- | ------- | ------ | ------------ |
| Show! Music Core | 2023-25 | MBC TV | Presentadora |